# Права на националните малцинства
Права на националните малцинства са комплекс от мерки, предвидени в законодателството на страните, в които има национални малцинства, и/или във валидните на тяхната територия международно правни документи.
В най-общ смисъл тези мерки гарантират опазването на всички фундаментални права на човека, които могат да бъдат нарушени, поради принадлежността му към определено национално малцинство. Този комплекс включва абсолютно всички мерки, целящи пълната интеграция на тези малцинства във всяка област на обществения живот. В популярен прочит в България това най-често се отнася до даване на право и осигуряване на възможности съответното малцинство да ползва и своя език освен официалния в държавата и да го предаде на децата си.

## Терминът „Национално малцинство“ в българското право
Чл. 5. (4) Международните договори, ратифицирани по конституционен ред, обнародвани и влезли в сила за Република България, са част от вътрешното
право на страната. Те имат предимство пред тези норми на вътрешното законодателство, които им противоречат.
Конституционният съд констатира в свое решение No 2 от 18 февруари 1998 г. (Държавен вестник, бр. 22 от 24 февруари 1998 г.), че:
„...Терминът „национално малцинство“ е конвенционен термин; не е необходимо всеки конвенционен термин да съществува и в Конституцията, за да се признава неговата конституционносъобразност.“.
„...В сега действащото право терминът „национално малцинство“ е инкорпориран в българското право посредством чл. 14 ЕКПЧ. Според тази разпоредба, „упражняването на правата и свободите, изложени в тази Конвенция, следва да бъде осигурено без всякаква дискриминация, основана по-специално на „принадлежност към национално малцинство...“.

## Български национални малцинства в чужбина
Български малцинства в чужбина могат да се формират по различни икономически, политически, исторически и вероятно други причини. Те могат да възникват и вследствие на предаването на населена с българи теритиория на съседни страни.
Защитата на българските национални малцинства в чужбина от страна на българската държава влизат в пълномощията на министъра на външните работи на България – той „защитава правата и свободите на лицата, принадлежащи към българските национални общности и малцинства, в съответствие с международноправните норми в тази област и с интересите на страната.“ 

## бележки
1. ↑  Решение №2 на КС //    Архивиран от оригинала на 2007-09-27. Посетен на 2006-10-21.
2. ↑  Правомощия на външния министър на Република България[неработеща препратка]